# Кулишёва, Анна
Анна Кулишёва (итал. Anna Kuliscioff, настоящее имя — Анна Моисеевна Розенштейн; 9 января 1854, Симферополь — 27 декабря 1925, Милан) — русская революционерка-народница, затем деятельница итальянского социалистического движения.

## Биография
Родилась 28 декабря 1853 года (9 января 1854 года) в семье купца первой гильдии в Симферополе. В источниках приводятся различные даты рождения: кроме 1854 года указывают 1855 и 1857 год.
Окончила женскую гимназию. Уехала для учёбы в Швейцарию, где в 1871—1873 годах изучала инженерное дело в Цюрихском политехникуме и одновременно философию в Цюрихском университете.
В Цюрихе участвовала в революционном кружке «сен-жебунистов», близких к лавристам, организатором которого был В. А. Жебунёв вместе с братьями. В 1873 году вышла замуж за революционера Петра Макаревича, вместе с ним вернулась в Россию. Здесь сблизилась с одесским кружком чайковцев Ф. Волховского. После ареста мужа и других членов кружка в 1874 году перешла на нелегальное положение. В 1875 году в Киеве примкнула к кружку «южных бунтарей», в 1876 году участвовала в подготовке Чигиринского заговора.
Весной 1877 года по паспорту на чужое имя выехала за границу, где жила под фамилией Кулишёва. В Париже сблизилась с анархической группой и познакомилась с итальянским анархистом Андреа Костой, который стал её вторым мужем. За политическую деятельность Кулишёву арестовали, но она была освобождена благодаря ходатайству И. С. Тургенева и выслана из Франции.
Вместе с мужем они возобновили революционную деятельность в Италии, где подверглись аресту и заключению на 13 месяцев. После освобождения в 1880 г. супруги уехали в Швейцарию, но вскоре вернулись в Италию, где издавали социалистический журнал и снова подверглись аресту и высылке. Во время пребывания в тюрьмах Кулишёва заразилась туберкулёзом. В 1881 г. пара уехала на родину Косты в Имолу, там у них родилась дочь Андреина.

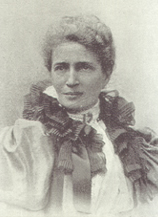
Анна Кулишёва около 1907 года.

С 1882 Кулишёва начала изучать медицину в Берне. Здесь же возобновила связи с русским социалистическим движением, познакомилась с Г. В. Плехановым, сотрудничала с группой «Освобождение труда».
В 1884 г. по состоянию здоровья была вынуждена перевестись в Неаполь, где закончила образование и получила диплом врача. В 1888 году Анна специализировалась на гинекологии в Турине, затем в Падуе, внесла существенный вклад в исследование родильной горячки. Занималась медицинской практикой в Милане до 1891 г. В этот период она сблизилась с молодым юристом социалистических взглядов Филиппо Турати, с 1891 года вместе с ним редактировала журнал «Critica Sociale». В 1898 году была арестована по обвинению в подрывной деятельности, но через несколько месяцев помилована. Затем принимала участие в выработке законодательства о детском и женском труде, проведённого через парламент Социалистической партией в 1902 году. В 1911 году вместе с Марией Гойя приняла участие в организации Социалистического комитета за женское избирательное право.
Вместе с Турати сыграла значительную роль в создании Итальянской социалистической партии (после 1912 года они возглавили реформистское крыло партии, противостоявшее и коммунистам, и ирредентистам Муссолини). В 1921 году реформисты были исключены из Социалистической партии и образовали Унитарную социалистическую партию, в руководство которой вошёл также Джакомо Маттеотти, убитый фашистами в 1924 году.
Умерла в 1925 году в Милане (похоронная процессия, ставшая одним из последних легальных выступлений социалистов при диктатуре Муссолини, подверглась нападению фашистов), похоронена на Чимитеро монументале ди Милано.

## Труды
- Il monopolio dell’uomo: conferenza tenuta nel circolo filologico milanese, Milano, Critica sociale, 1894.
- A. Kuliscioff, F. Turati Il voto alle donne: polemica in famiglia per la propaganda del suffragio universale in Italia, Milano, Uffici della critica sociale, 1910.
- Proletariato femminile e Partito socialista: relazione al Congresso nazionale socialista 1910, Milano, Critica sociale, 1910.
- Donne proletarie, a voi…: per il suffragio femminile, Milano, Società editrice Avanti!, 1913.
- Lettere d’amore a Andrea Costa, 1880—1909, Milano, Feltrinelli, 1976.